# Leksands folkhögskola
Leksands folkhögskola (tidigare Hantverkets Folkhögskola och senare Företagarnas Folkhögskola) ligger i Leksand i Dalarna.
Verksamheten startade 1953 och uppfyllde leksandskonstnären Gustaf Theodor Walléns önskan sedan han 1947 testamenterat sin hem, tillgångar och ateljé för grundandet av en hantverksskola. Skolans inriktningar är hantverk, form & design och personlig utveckling. Skolans huvudman är Stiftelsen Hantverk och Utbildning som även är huvudman för Yh-utbildningen Hantverkslärling. Sedan våren 2020 finns mötesplatsen och utställningshallen Wallénhallen på skolans område.

## Utbildningar
Skolan erbjuder utbildningar i Keramik, Metall, Design, Kreativt Entreprenörskap, Allmän kurs med profilerna Bild och form, Kreativ e-sport, Personlig utveckling eller projekt, Skandinaviens enda bokbinderiutbildning och Visual Merchandiser/Butiksledare. 
Med tiden har skolan utvecklat ett arbetssätt som utgår ifrån varje elevs mål och förutsättningar. 

## Skolans historia
I mars 1947 kallade Gustaf Theodor Wallén till sig några personer från Leksands Hantverksförening och meddelade att han önskade skänka sitt hem med inventarier och ateljé till att starta en skola.
Där skulle ungdomar ”erhålla handledning i att hantera verktyg, lära sig handteckning och linjalritning för hantverk, eller vad de själva önska bliva eller göra, för att utbildas till dugliga hantverkare och goda människor. Här skall de få snickra, snida och rita av hjärtans lust, inte som i skolan, där får de inte göra vad de vill, utan bara vad de blir tillsagda att göra, och det kan inte väcka någon skaparlust. Måla finns det förresten ingen som kan lära dem numera!”.
I april 1947 skrev han sitt testamente. I september samma år togs han in på Falu länslasarett. På sin 87-årsdag i december överräckte Wallén sitt donationsbrev och en väska med kontanter till Stiftelsen Walléngården som bildats för att förvalta gåvan. Den 15 januari 1948 avled Gustav Theodor Wallén i sviterna av en lunginflammation. Den 11 oktober 1953 startade den första kursen vid Leksands Folkhögskola (tidigare Hantverkets Folkhögskola) på Walléngården.